# للرجال فقط (فلم)
للرجال فقط هو فيلم سينمائي درامي مصري، إنتاج 1964 إخراج: محمود ذو الفقار، تأليف: محمد أبو يوسف تمثيَل: نادية لطفي، يوسف شعبان، حسن يوسف، سعاد حسني.

## ملخص الفيلم
يحكى الفيلم عن وجود فتاتين (نادية لطفي، سعاد حسني) تعملان في إحدى شركات التنقيب عن البترول تتنكران في صوره رجلين مرسلين من قبل الشركة للعمل كجيولوجيين في الموقع حيث لا يوجد في موقع العمل غير رجال وممنوع ذهاب البنات والعمل في المواقع ويتقابلان مع زملائهما (حسن يوسف) و (إيهاب نافع) الذان يجلسان مع (سعاد حسني) و (ناديه لطفي) على انهم رجال ويقابلوهم في الكازينو على انهم شقيقات زمائلهم في العمل ولكن زمالائهم في العمل يكونون هم أيضا لاكنهم متنكرين في زي رجال ثم يقع أيها ب نافع في حب ناديه لطفي وحسن يوسف في حب سعاد حسني وعندما يكشفهم ايهاب نافع على انهم بنات كتم هذأ السر وساعدهم في عملهم ونجحوا في إخراج البترول ثم ذلك تزوجوا. تدور أحداث الفيلم في اطار كوميدى.

## فريق العمل
الإخراج: محمود ذو الفقار
التأليف: محمد أبو يوسف
الأبطال:
- إيهاب نافع
- نادية لطفي
- حسن يوسف
- سعاد حسني
- يوسف شعبان

## روابط خارجية
- مقالات تستعمل روابط فنية بلا صلة مع ويكي بيانات